# Baião (Brasil)
Baião, es un municipio brasileño del estado de Pará en la Región Norte de Brasil.